# Echinopogon ovatus
Echinopogon ovatus là một loài thực vật có hoa trong họ Hòa thảo. Loài này được (J.R.Forst.) P.Beauv. mô tả khoa học đầu tiên năm 1812.